# Lundstarr
Lundstarr (Carex montana) är ett flerårigt halvgräs inom släktet starrar. Den är en kraftigt tuvad ganska späd starr som blir 10–30 cm hög. Axen som är separat honliga och hanliga är klotrunda och tätt samlade i toppen av strået. Fruktgömmena är håriga. Bladen som är betydligt talrikare än stjälkarna är karaktäristiskt ljusgröna med tydligt vinröd bladslida. Bildar ofta stora, ibland helt sterila, bestånd med sina bladiga tuvor. Dessa går på grund av färgen på bladskivor och -slidor ändå tämligen lätt att bestämma till art.

Den rödlistade fjärilen dårgräsfjäril lägger sina ägg på lundstarr.

## Förväxlingsarter
Lundstarr liknar närmast andra små starrarter med håriga fruktgömmen till exempel vårstarr (C.caryophyllea) och backstarr (C.ericetorum). Dessa har dock avlånga ax och bildar inte mattor med de kraftigt bladiga, ljusgröna tuvorna som gör lundstarr lätt igenkänd även på lite håll.

## Växtplats och ekologi
Arten växer på torr till frisk mark. Typiska lokaler är lundar, ekbackar, hagar och hyggen.

## Utbredning
Lundstarr är ganska vanlig i de södra delarna av Norden men saknas i Norge och Finland. Världsutbredningen utsträcker sig till Europa och angränsande dela av Asien. En underart, ssp.mansurensis, finns även i Manchuriet.